# مطيافية رامان المعززة بالسطح

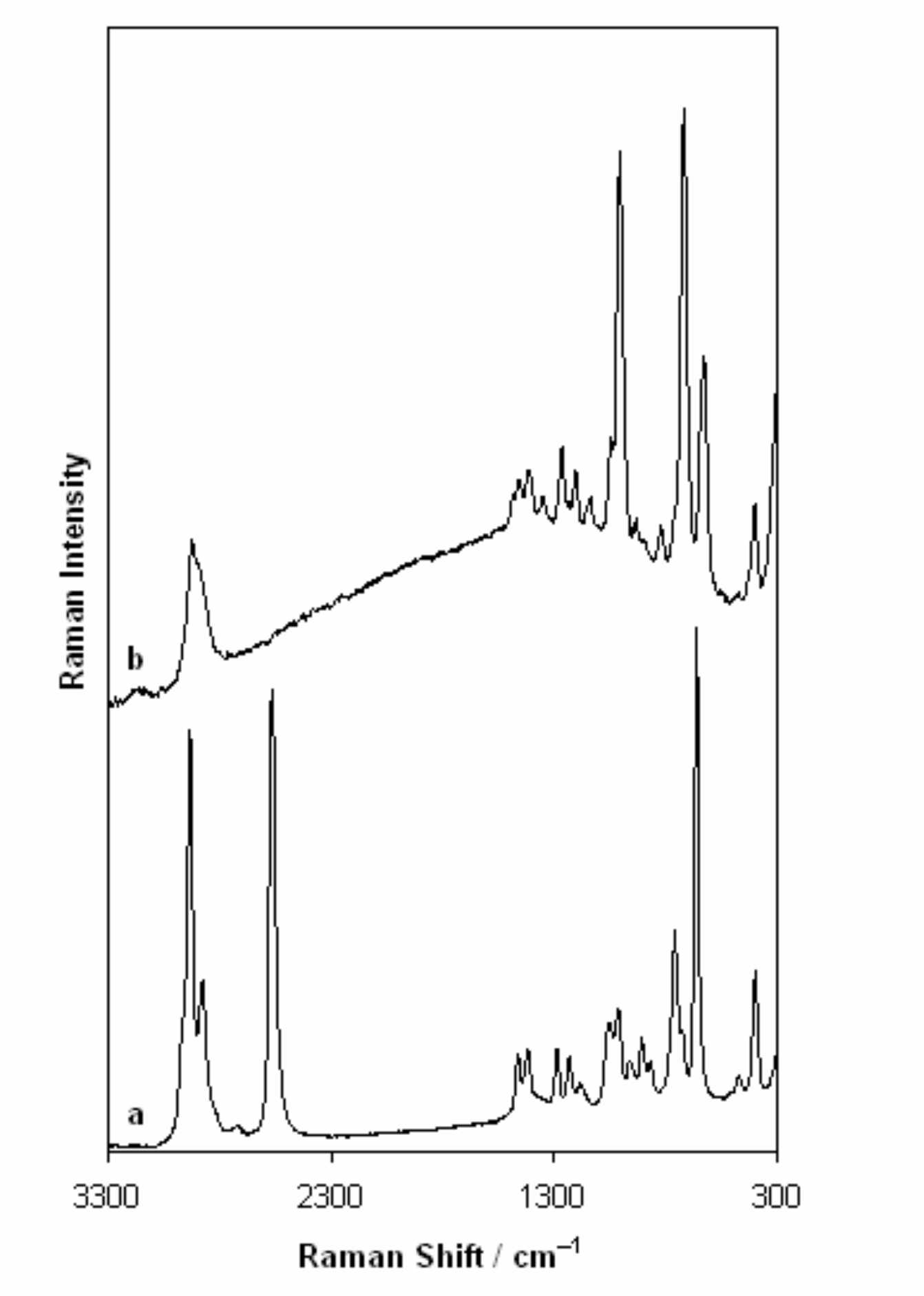

مطيافية رامان المُعزَّزة بالسطح (اختصاراً SERS من Surface enhanced Raman spectroscopy) أو يسمى أيضاً  تبعثر رامان المُعزَّز بالسطح (Surface Enhanced Raman Scattering) عبارة عن نوع من مطيافية رامان يطبّق فيها تقنية حساسة السطح تقوم بتحسين تبعثر رامان وذلك بامتزاز الجزيئات على سطح خشن أو على أنابيب نانوية. تصل نسبة التحسين في دقة الإشارات في الطيف من 1010 إلى 1011، مما يعني أن هذه التقنية يمكن لها أن تكشف حتى بضعة جزيئات.

## اقرأ أيضاً
- مطيافية رامان